# Operace Vado

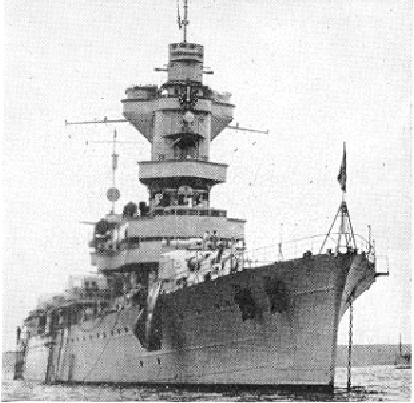
Těžký křižník Algerie, který se účastnil operace Vado v první skupině

Operace Vado byla francouzskou vojenskou operací v roce 1940, jejímž cílem bylo napadení italského pobřeží válečným loďstvem souběžně s britským leteckým útokem.

## Události před začátkem operace
Operace byla naplánována již 15. května 1940, tedy v době, kdy Francie ještě nebyla s italským královstvím ve válečném stavu, nicméně byl takový stav už předpokládán. Válka byla ze strany Itálie vyhlášena 10. června 1940 a již druhý den byly určené lodě připraveny v Toulonu k vyplutí. Na přání velitele francouzského letectva generála Josepha Vuillemina, který se obával italských odvetných útoků, admirál François Darlan útok odvolal. Po leteckých útocích Italů na Bizertu a Toulon ale dala francouzská vláda k provedení operace souhlas.

## Průběh operace
13. června 1940 večer vypluly z Toulonu dvě skupiny těžkých křižníků pod velením viceadmirála Emila Duplata. První skupinu tvořily Algérie a Foch, druhou Dupleix a Colbert. Každou skupinu doprovázela čtveřice torpédoborců. K italskému pobřeží dopluly obě skupiny druhý den ráno, tj. 14. června 1940. Křižníky a torpédoborce ostřelovaly svým dělostřelectvem pobřežní baterie, palivové nádrže a průmyslové objekty v prostoru Janova, Savony a Sestri Ponente. Italská reakce nebyla silná. Válečné loďstvo z La Spezie nevyplulo vůbec, neúspěšně zaútočila pouze torpédovka Calatafimi a pět torpédových člunů MAS, z nichž jeden byl potopen. Jediný zásah od pobřežní baterie utrpěl torpédoborec Albatros. I ten se, stejně jako ostatní lodě, vrátil bez potíží do Francie. Odplouvající Francouze se neúspěšně snažilo nalézt italské letectvo. Částečně to bylo vinou opožděného startu a částečně nepříznivého počasí. Zajímavostí je, že v jednom z hledajících letounů se nacházel i tehdejší italský ministr zahraničí a zeť Benita Mussoliniho Galeazzo Ciano. Mussoliniho ministři měli za povinnost účastnit se bojových akcí. Ani on francouzské lodě nenalezl.
Součástí operace Vado byl i útok letadel Royal Air Force dislokovaných nedaleko Marseille spadajících pod velení generála Vuillemina, která napadla severoitalská průmyslová centra a letiště v okolí Janova.